# Elias Harris
Elias John M. Harris (Spira, 6 luglio 1989) è un cestista tedesco.

## Carriera
Con la Germania ha disputato i 2009 e i Campionati mondiali del 2010.

## Statistiche

### College
| Anno      | Squadra          | PG  | PT  | MP   | TC%  | 3P%  | TL%  | RP  | AP  | PRP | SP  | PP   |
| --------- | ---------------- | --- | --- | ---- | ---- | ---- | ---- | --- | --- | --- | --- | ---- |
| 2009-2010 | Gonzaga Bulldogs | 34  | 34  | 29,4 | 54,7 | 45,1 | 67,6 | 7,1 | 1,1 | 0,9 | 0,5 | 14,9 |
| 2010-2011 | Gonzaga Bulldogs | 34  | 33  | 26,0 | 51,7 | 35,3 | 77,2 | 6,0 | 1,3 | 0,6 | 0,4 | 12,4 |
| 2011-2012 | Gonzaga Bulldogs | 33  | 33  | 29,1 | 50,2 | 41,4 | 67,2 | 8,5 | 1,2 | 0,9 | 0,8 | 13,1 |
| 2012-2013 | Gonzaga Bulldogs | 34  | 33  | 27,8 | 50,1 | 17,0 | 76,8 | 7,4 | 1,6 | 1,2 | 0,6 | 14,6 |
| Carriera  | Carriera         | 135 | 133 | 28,0 | 51,7 | 35,6 | 72,3 | 7,3 | 1,3 | 0,9 | 0,5 | 13,8 |

### NBA

#### Regular Season
| Anno      | Squadra     | PG | PT | MP  | TC% | 3P% | TL% | RP  | AP  | PRP | SP  | PP  |
| --------- | ----------- | -- | -- | --- | --- | --- | --- | --- | --- | --- | --- | --- |
| 2013-2014 | L.A. Lakers | 2  | 0  | 5,5 | 0,0 | -   | -   | 0,5 | 0,5 | 0,5 | 0,0 | 0,0 |
| Carriera  | Carriera    | 2  | 0  | 5,5 | 0,0 | -   | -   | 0,5 | 0,5 | 0,5 | 0,0 | 0,0 |

### Eurolega
| Anno      | Squadra       | PG | PT | MP   | TC%  | 3P%  | TL%  | RP  | AP  | PRP | SP  | PP  |
| --------- | ------------- | -- | -- | ---- | ---- | ---- | ---- | --- | --- | --- | --- | --- |
| 2015-2016 | Bamberger     | 20 | 8  | 9,2  | 57,1 | 50,0 | 77,3 | 2,4 | 0,3 | 0,2 | 0,0 | 4,6 |
| 2016-2017 | Bamberger     | 3  | 1  | 5,2  | 60,0 | -    | 50,0 | 0,3 | 0,0 | 0,3 | 0,3 | 2,3 |
| 2022-2023 | Bayern Monaco | 15 | 3  | 14,1 | 50,9 | 0,0  | 76,7 | 1,8 | 0,4 | 0,2 | 0,0 | 5,1 |
| 2023-2024 | Bayern Monaco | 14 | 0  | 10,1 | 55,1 | 100  | 75,0 | 2,6 | 0,4 | 0,3 | 0,0 | 4,9 |
| Carriera  | Carriera      | 52 | 12 | 10,6 | 54,7 | 30,8 | 75,7 | 2,2 | 0,3 | 0,2 | 0,0 | 4,7 |

## Palmarès
- Campionato tedesco: 5

Brose Bamberg: 2014-2015, 2015-2016, 2016-2017
Bayern Monaco: 2023-2024, 2024-2025
- Coppa di Germania: 4

Brose Bamberg: 2017, 2018-2019
Bayern Monaco: 2022-2023, 2023-2024
- Supercoppa tedesca: 1

Brose Bamberg: 2015